# Défense (bateau)
Pour les articles homonymes, voir pare-battage.
Une défense est un élément utilisé par les bateaux et navires pour se protéger des contacts, que ce soit entre les coques de deux bateaux ou entre la coque du bateau et le quai.

## Description
À l'origine, elle était fabriquée en chanvre tressé. Aujourd'hui, elle est principalement rigide du type caoutchouc, ou remplie de mousse, ou encore conçue en matériau PVC. Les bateaux utilisent des défenses mobiles portables pour anticiper les points de contact avec le quai ou la coque d'autres bateaux lors de leur accostage. Les ports utilisent des défenses fixes, vissées ou suspendues aux quais.
- De petite taille et utilisée sur les bateaux de plaisance, on l'appelle couramment « pare-battage » (ou « bougnafle » dans un langage plus familier du sud-est de la France) ;
- Les plus grandes sont nommées « Yokohama »[1], et sont utilisées à la mer pour les transbordements de cargaison, les ravitaillements en combustible entre grands navires, sur des bâtiments militaires de gros tonnage du fait d’une faible pression exercée sur la coque[réf. nécessaire] ou dans des ports à grands marnages fréquents ;
- Lorsque la défense est sphérique on l'appelle « ballon », « lentille » ou encore « pare-battage boule » ;
- On trouve également des défenses en textile technique gonflables et dégonflables[2].

## Galerie d'images

Différents types de défense
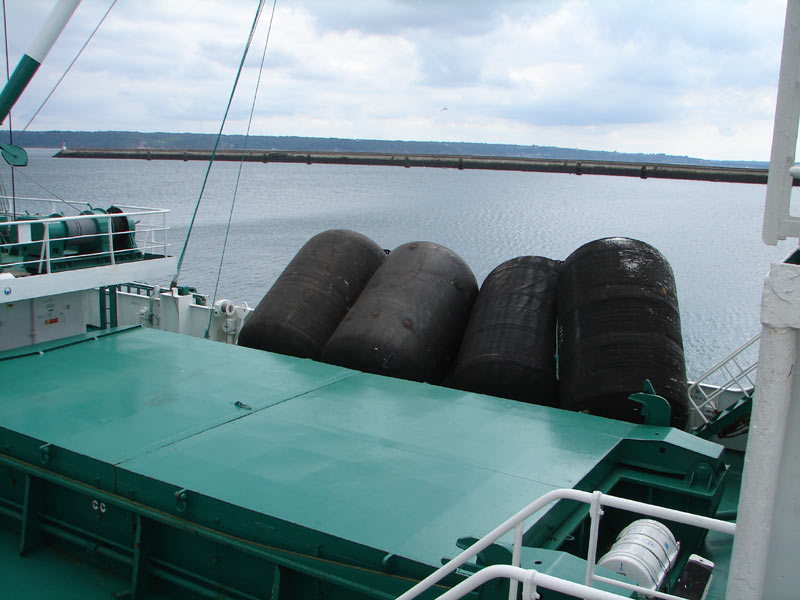
Défenses sur un reefer, pour pouvoir accoster un autre navire.
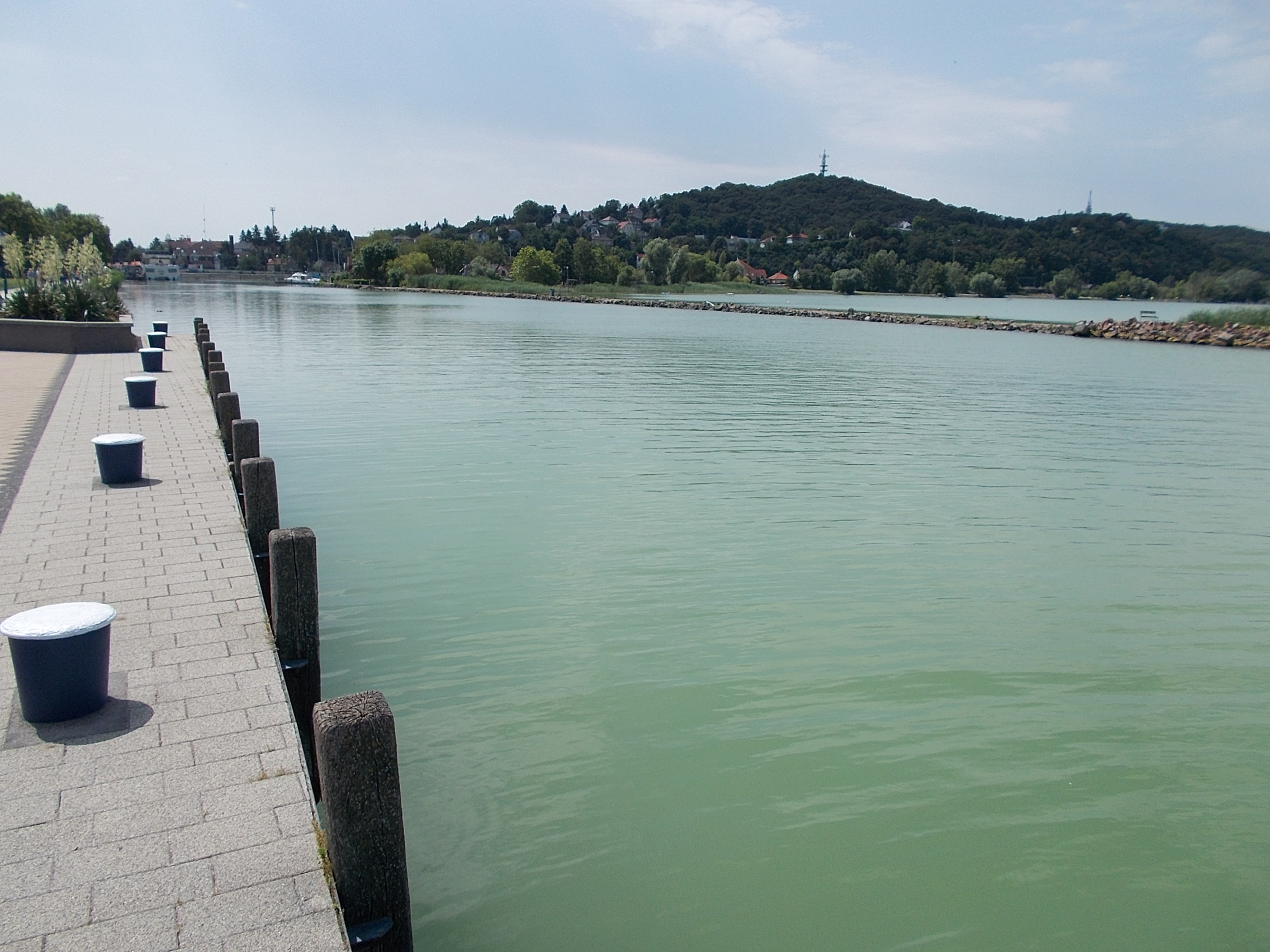
Défenses en bois.
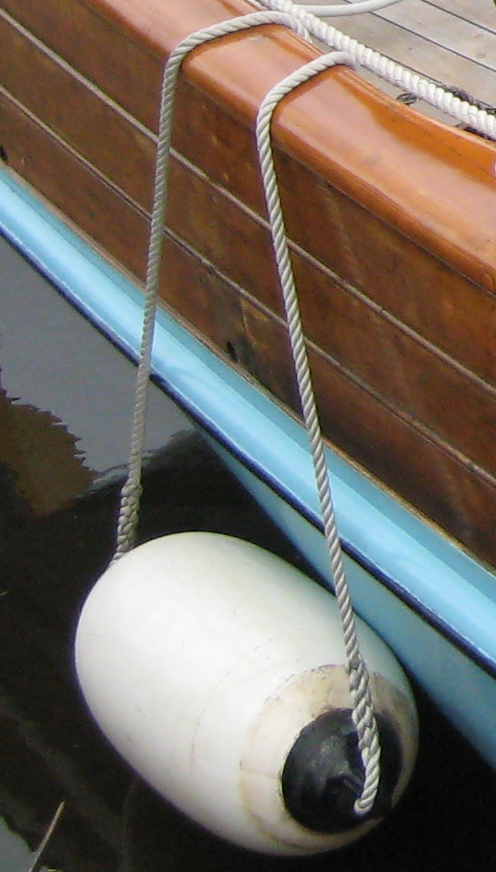
Pare-battage sur un voilier de plaisance.
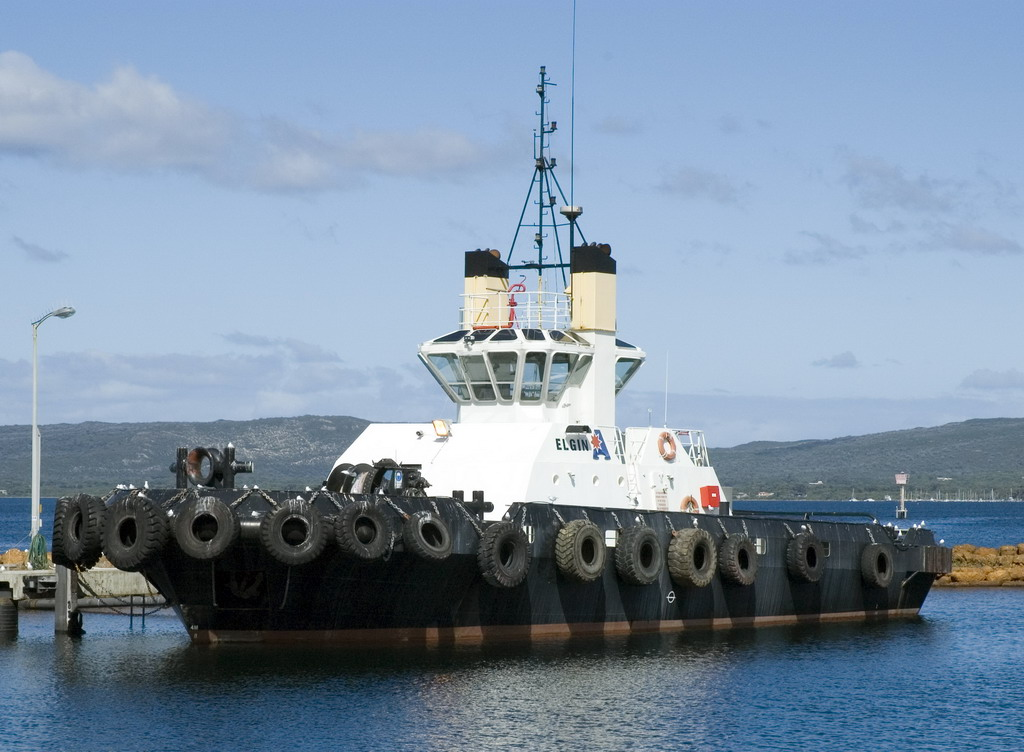
Remorqueur garni de défenses en pneus.
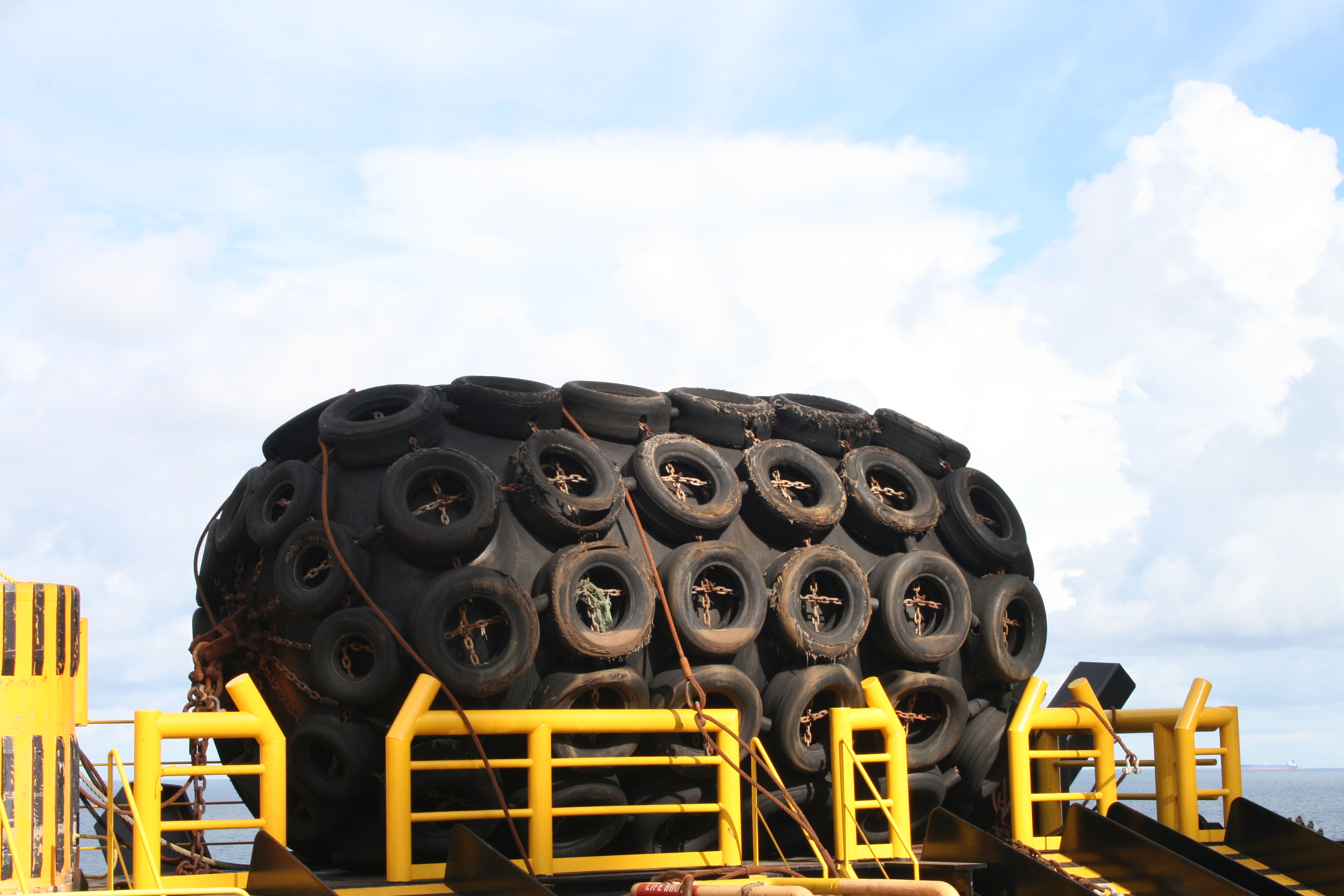
Un Yokohama.
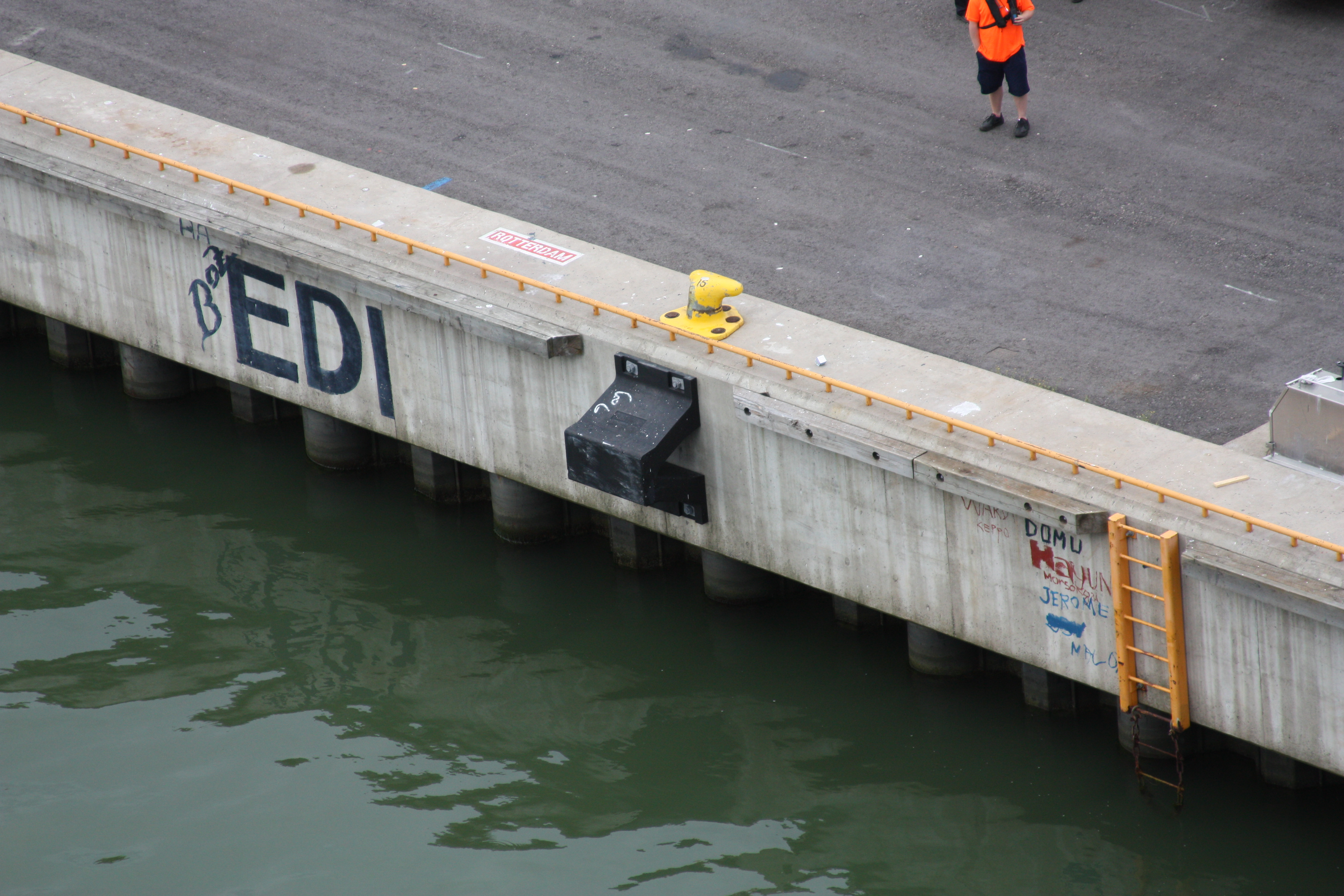
Défense portuaire vissée.
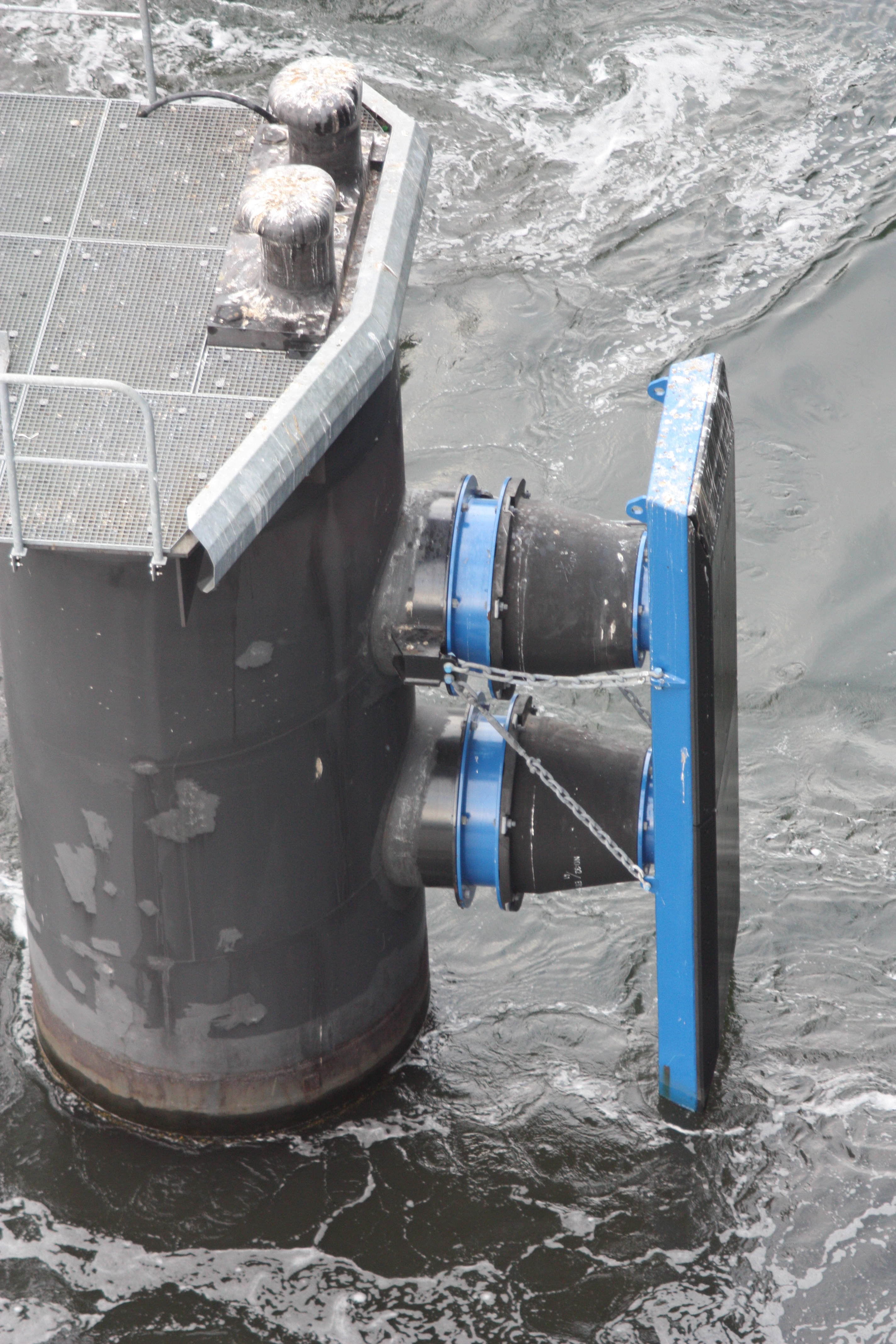
Défense montée sur support.

## Exemples de défenses en matériaux recyclés
- Utilisation d'un vieux pneu.
- Utilisation de bois.